# Place Du Guesclin
Pour les articles homonymes, voir Du Guesclin.
La place Du Guesclin est l'une des places majeures de la ville de Saint-Brieuc. Elle se situe entre cinq rue principales (au Nord l'avenue de la Libération, à l'Est les rues de Gouëdic et du Combat des Trente, au Sud le boulevard Clemenceau et à l'Ouest la rue du 71ème Régiment d'infanterie) et, au Nord, la place Saint-Guillaume.